# Horažďovice
Horažďovice (in tedesco Horaschdowitz) è una città della Repubblica Ceca facente parte del distretto di Klatovy, nella regione di Plzeň.